# Hortensia Morán
Damiana Hortensia Morán Amarilla (n. Yaguarón, Paraguarí, Paraguay) es una figura pública, y docente famosa por ser la tercera mujer que denunció al ex obispo católico y ex Presidente de la República del Paraguay Fernando Lugo por paternidad irresponsable. También escribió un libro titulado El pastor Mentiroso en el cual relata como conoció a Fernando Lugo.

## Biografía
Tiene un Profesorado en Educación Escolar Básica. Hortensia Morán, apareció un día después de que Benigna Leguizamón afirmara que tuvo un hijo con Fernando Lugo. BBC informa que las pruebas de ADN han demostrado que Lugo no es el padre del hijo de Morán.